# Zázračné meče
Zázračné meče je česká filmová pohádka z roku 2001 režírovaná Miroslavem Sobotou. Jedná se o volné pokračování pohádek Zkřížené meče a Zvonící meče.

## Děj
Alexandr, syn hraběte ze Salmu, pozve na zámek kouzelníka Otóna, po kterém chce, aby udělal tři dobrá kouzla. K jednomu kouzlu ale nemá všechny přísady, proto slzy nahradí vodou. Za odměnu dostane kouzelník Otón zpět svoji žábu Hildegardu. Alexandra a Helenka jedou navštívit svého otce, hraběte ze Salmu.
Markytánka Vilma se svojí dcerou Janou se vracejí z války. U kříže u cesty je přepadnou lupiči. Markytánka chce po svojí dceři, aby utekl. Jedno z kouzel promění kříž v zázračné meče a markytánce pomohou. Markytánka dorazí až na zámek hraběte ze Salmu.
Hrabě Meron se chce zmocnit vlády, proto chce krále otrávit. Zařídí to tak, aby podezření padlo na Petra, bratrance krále Valentina. Otrava krále se nepodaří úplně, neboť ho chrání nepovedené kouzlo. Pouze je v bezvědomí.
Na zámek hraběte ze Salmu dorazí i Jana. Hrabě ze Salmu se do markytánky zamiluje, Alexandr se zamiluje do Jany, která ho učí šermovat.
Alexandra se dozví, že se něco stalo jejímu manželovi, proto se vrací na královský hrad. Když uvidí svého manžela bezvládně ležet na lůžku, rozpláče se. Jakmile se slza Alexandry dotkne těla krále Valentina, Valentin se probudí. Neúplné kouzlo totiž dostalo svojí chybějící přísadu.
Král Valentin pomocí zázračných mečů usvědčí hraběte Merona ze spiknutí a svede s ním souboj. Hrabě Meron je poražen. Zázračné meče se vrací na svoje původní místo a opět se z nich stává kříž.

## Obsazení
| Vilém Udatný           | princ Valentin              |
| Kateřina Březinová     | Alexandra                   |
| Jan Čenský             | Kryštof                     |
| Jitka Schneiderová     | Helenka                     |
| Josef Somr             | král                        |
| Martin Štěpánek        | hrabě Vilém ze Salmu        |
| Jaroslava Obermaierová | komorná hraběte ze Salmu    |
| Bořivoj Navrátil       | vévoda Gaston, králův bratr |
| Viktor Preiss          | kouzelník Oton              |
| Jiří Strach            | Alík                        |
| Blažena Holišová       | lesní žena Maruna           |
| Ivana Andrlová         | markytánka Vilma            |
| Jiří Langmajer         | hrabě Meron                 |